# Luigi Garlando
Luigi Garlando (Milano, 5 maggio 1962) è un giornalista e scrittore italiano.

## Biografia
Luigi Garlando, figlio di una coppia di commercianti vinicoli nativi del Monferrato ma residenti a Milano all'Ortica, cresce passando il tempo libero al parco Forlanini e giocando a calcio, tifoso dell'Inter con il mito di Roberto Boninsegna. Per evitare di focalizzarsi sull'odiata matematica studia al liceo classico dell'Istituto Gonzaga, e, giocando in attacco col numero 10, diviene capitano della squadra di calcio liceale, che gioca in casa nel Centro Sportivo Saini, proprio nel parco Forlanini. Lettore di La Gazzetta dello Sport con il calcio sempre in testa, non ama altro tipo di lettura se non quello del manuale Mazzola vi insegna il calcio, di Sandro Mazzola e David Messina, in suo possesso. È il suo professore di lettere, fratel Giuseppe Barbero, assegnando per le vacanze estive al termine della quarta classe ginnasiale la lettura di Non sparate sui narcisi, di Luigi Santucci, romanzo di formazione ambientato nella Milano della contestazione con risvolti fantastici, a farlo appassionare alla lettura. Sentendosi spaesato dalla quantità di libri presente nelle librerie e biblioteche, inizia ad acquistarne nelle a lui più familiari edicole. Inoltre, rintracciatolo nel suo appartamento milanese, riesce a conoscere Santucci.
Laureato in Lettere moderne all'Università Cattolica del Sacro Cuore, Luigi Garlando comincia a muovere i primi passi nel mondo dei fumetti. Approda poi a La Gazzetta dello Sport, dove eredita la rubrica di Candido Cannavò, e dove scrive tuttora, sia per il quotidiano sia per il supplemento SportWeek in cui cura dal 2012 una propria rubrica (Ripartenze, poi diventata La frase e infine Con questa mia..., dedicata al calcio), inoltre è stato uno dei conduttori la Gazzetta TV.
Garlando ha partecipato da inviato a due campionati mondiali di calcio (Giappone-Corea del Sud 2002 e Germania 2006), due Olimpiadi e un Tour de France. È stato premiato dal CONI per la sezione "inchieste" e per il racconto sportivo. Scrive inoltre libri per ragazzi, trattando temi d'attualità, sociali e sportivi, perché - spiega - «Non esistono temi da grandi e temi da bambini, ma esistono modi diversi per affrontarli».
È un appassionato collezionista di copie in tutte le lingue della Divina Commedia di Dante.

## Premi e riconoscimenti
Nel 2005 vince il Premio Cento per Mio papà scrive la guerra.
Nel 2008 riceve il Premio Bancarella Sport per Ora sei una stella. Il romanzo dell'Inter, opera dedicata alla squadra nerazzurra di cui è tifoso.
Nell’ambito della 54ª edizione del Premio Strega Ragazzi e Ragazze 2017, assegnato a Bologna, Luigi Garlando è stato nominato vincitore per la categoria 11-15 anni con 78 voti, per il libro L'estate che conobbi il Che. Insieme al giornalista è stato anche premiato David Cirici, celebre autore catalano di libri per ragazzi, per il romanzo Muschio. I due libri più votati di questa edizione sono stati scelti da una giuria composta da giovanissimi tra i 6 e I 15 anni, provenienti da 60 scuole primarie e secondarie di tutta Italia. I due vincitori hanno poi incontrato i loro lettori a Torino al Salone internazionale del libro, il 18 maggio 2017.
Nel 2025 vince la terza edizione del Premio ASIMOV Junior per la saggistica divulgativa dedicato alle scuole medie col libro Mosche, cavallette, scarafaggi e premio Nobel.

## Opere
- La vita è una bomba, Il battello a vapore, 2001.
- Ronaldo. Il re ingrato, Sonzogno, 2002.
- Il giallo di Nedved, La Gazzetta dello Sport, 2003.
- Da grande farò il calciatore, Il battello a vapore, 2003.
- Per questo mi chiamo Giovanni Fabbri Editori, 2004.
- Mio papà scrive la guerra, Il battello a vapore, 2005.[14]
- Nostra signora del dischetto, Kowalski, 2005.[15]
- Cielo manca, Sonzogno, 2005.[16]
- Ora sei una stella. Il romanzo dell'Inter, Arnoldo Mondadori Editore, 2007.[17]
- Gol! (65 libri), Il battello a vapore, 2007-2023.
- Ciponews (9 libri), Il battello a vapore, 2012-2015.
- Camilla che odiava la politica, Rcs MediaGroup, 2008.[18]
- L'amore ai tempi di Pablito, Rcs MediaGroup, 2003.[19]
- Buuuuu, Einaudi, 2010.
- L'Album dei sogni (Mondadori), 2021
- Adrenalina, (Cairo Editore), 2021
- La guerra dell'Afganistan, Il battello a vapore, 2011.
- Un leone su due ruote, Il battello a vapore, 2011.
- O' Maè'. Storia di judo e di Camorra, Il battello a vapore, 2013.
- L'estate che conobbi il Che, Rizzoli, 2015.[20]
- In piedi sui pedali, Conad, 2016.[21]
- Io e il Papu, Rizzoli, 2017.[22]
- Mister Napoleone, Il battello a vapore, 2017.
- Quando la luna ero io, Solferino, 2018.
- Mosche, cavallette, scarafaggi e premio Nobel, HarperCollins Italia, 7 marzo 2019
- Vai all'inferno, Dante!, Rizzoli, 2020.
- ' 'Il mestiere più bello del mondo, Faccio il giornalista, 2020
- Champions (2), Battello a Vapore, 24 novembre 2020
- Adrenalina, Cairo Editore, 2021
- Prestami un sogno, 2021
- Siamo come scintille, Rizzoli, 2022
- Le memorie di Adriano G. - Storia di una passione infinita, con Adriano Galliani, Piemme, 2023
- Nel mezzo del pallon di nostra vita, Cairo Editore, 2024